# 서상중학교
서상중학교(西上中學校)는 대한민국 경상남도 함양군 서상면 도천리에 있는 공립 중학교이다.

## 학교 연혁
- 1953년 3월 7일 : 서상고등공민학교 설립
- 1955년 6월 20일 : 서상중학교 개교
- 1973년 3월 5일 : 서상상업고등학교 개교
- 2000년 3월 1일 : 서상중·상업고등학교로 통합
- 2005년 3월 1일 : 서상중·고등학교로 개명(서상상업고에서 서상고로 교명 변경)
- 2020년 9월 1일 : 중학교 제31대 신수영 교장 취임
- 2023년 2월 10일 : 중학교 제68회 졸업생 6명(졸업생 누계 5,836명)
- 2023년 2월 10일 : 고등학교 제48회 졸업생 10명(졸업생 누계 2,513명)

## 참고 자료
- 서상중학교 - 한국교육학술정보원 학교알리미